# Corleonesi
Die Corleonesi sind ein Mafia-Clan der sizilianischen Cosa Nostra mit Hauptsitz in Corleone.
Unter der Führung von Salvatore „Totò“ Riina kämpften sich die anfangs stark unterschätzten, oft von anderen etablierten Mafia-Clans als i viddani („Die Bauern“) bezeichneten Corleonesi während des zweiten großen Mafiakriegs mit großer Brutalität an die Spitze der Cosa Nostra.

## Geschichte

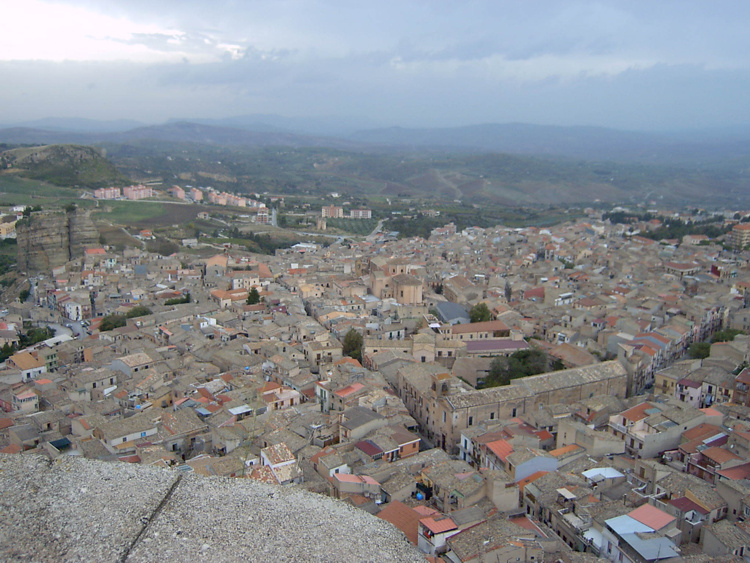
Blick über Corleone

### Ursprünge
Die Ursprünge der traditionellen Mafia aus Corleone reichen bis ins 19. Jahrhundert zurück. Zu dieser Zeit organisierten sich die armen Landarbeiter und Kleinbauern Siziliens unter der Führung der jungen Sozialistischen Partei Italiens. Das Zentrum der Bewegung war Corleone, und die Parole lautete: „Das Land gehört dem, der es bearbeitet.“ Aufgrund dessen wurden sogenannte Gabellotti (Gutsverwalter) von zumeist adligen Großgrundbesitzern mit allen Vollmachten ausgestattet, um ihr Land und ihre Güter vor aufständischen Bauern und Briganten zu schützen. Die Gabellotti pachteten auch Land der Großgrundbesitzer und verpachteten es weiter an die Bauern vor Ort. 
Als Wächter und Aufseher sorgten sie auf den Plantagen für Sicherheit, zwangen aber die Bauern gleichzeitig zur Abgabe des pizzu, eines Teils ihrer Ernte. Es war die erste Form von Schutzgeldzahlung. Die Gabelloti wurden im Lauf der Zeit immer mächtiger, eigneten sich Polizeiaufgaben an und stellten ihre eigenen Schutztruppen. Ihre Macht sicherten sie durch Androhung von Gewalt. Dieses Phänomen entstand auf ganz Sizilien, wie nun auch in Corleone, und so entstand nach Ansicht vieler Historiker nach und nach ein kriminelles Netzwerk, die Mafia.
Salvatore Cutrera war Ende des 19. Jahrhunderts ein mutmaßlicher Boss der Gegend um Corleone, dessen Hauptaktivitäten unter anderem im Vieh-Diebstahl lagen: Man verkaufte das Vieh oder erpresste gegen eine Gebühr die früheren Besitzer. Zu seinen Untergebenen gehörten auch Bernardo Terranova und dessen Stiefsohn Giuseppe „Peter“ Morello, der im Jahr 1892 mit seiner Familie nach New York City auswanderte und als Gründer der Morello-Familie gilt, welche heute als Vorläufer der Genovese-Familie bekannt ist. Zu dieser Zeit wurde Giuseppe „Piddu“ Battaglia (mutmaßlicher Onkel von Morello) das neue Oberhaupt des Clans.
Im Jahr 1915 wurde Bernardino Verro, der erste sozialistische Bürgermeister von Corleone und Anführer der örtlichen Bauernbewegung, von einem Mafia-Mitglied mit elf Schüssen ermordet. 
Verros Memoiren zufolge war er allerdings im Jahr 1893 in Corleone zu seinem eigenen Schutz selbst Mitglied einer Mafia-Gruppe namens Fratuzzi (kleine Brüder) geworden. In seinen Memoiren beschrieb er später das Initiationsritual.
1920 wurde Battaglia durch Salvatore Cutreras Neffen Michelangelo Gennaro ersetzt. Vier Jahre später wurde Angelo Gagliano das neue Oberhaupt. Gagliano wurde auch für den Mord an Bernardino Verro angeklagt, wurde aber freigesprochen. 
Am 7. Juli 1930 wurde Gagliano im Alter von 68 Jahren von unbekannten Angreifern ermordet und die neue Führung des Clans übernahm Calogero Lo Bue. Im Jahr 1943 starb Lo Bue eines natürlichen Todes. Danach galt Gaglianos Neffe Michele Navarra als neues Oberhaupt.

### Navarra-Ära

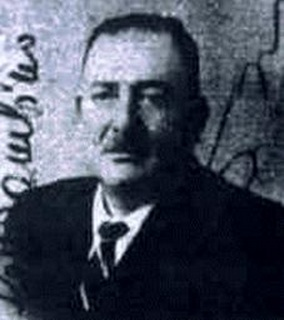
Dr. Michele Navarra

Seit den 1920er Jahren wurden die Mitglieder der sizilianischen Mafia stark von Benito Mussolini und den Faschisten verfolgt. Nachdem die Alliierten im Sommer 1943 auf Sizilien gelandet waren und die Insel vom Faschismus befreit hatten, konnte Navarra, der neue Chef der Familie, die Familien-Aktivitäten in Corleone wieder im vollen Umfang aufnehmen. Die US-Armee gestattete Navarra im Jahr 1943, italienische Militärfahrzeuge, die während der Invasion zurückgelassen worden waren, zu übernehmen. Dadurch konnte er ein ertragreiches Transportunternehmen aufbauen.
Navarra war Präsident des Bauernverbandes von Corleone, Treuhänder der Bauerngewerkschaft, Aufseher des Krankenversicherungswesen in der Region sowie Aufsichtsrat der staatlichen Eisenbahngesellschaft, eines Tuberkulosezentrums und einer Krankenversicherung für Kleinbauern. Navarra war auch eng mit der christdemokratischen Partei Italiens, der Democrazia Cristiana, verbunden. 
Wie die gesamte Cosa Nostra nahm er dem Kommunismus gegenüber eine feindliche Haltung ein und verhinderte, dass Gewerkschaften in Corleone Fuß fassen konnten.
Corleone war in der Mitte des 20. Jahrhunderts eine Stadt mit hoher Gewalttätigkeit. Zwischen 1944 und 1948 wurden über 150 Morde registriert. Von 1953 bis 1961 verlor Corleone 1,5 Prozent der Bevölkerung durch Bandenmorde. In dieser Zeit wurden 52 Morde sowie 22 versuchte Morde innerhalb Corleones verzeichnet, dazu kommen noch die Opfer der „Lupara bianca“.

### Übernahme durch Liggio

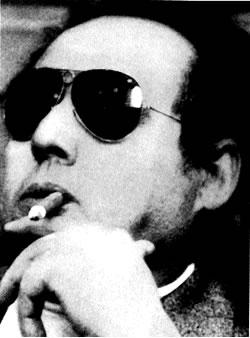
Luciano Liggio (1974)

Am 2. August 1958 wurde Michele Navarra ermordet. Dem Mord vorhergegangen war ein Konflikt zwischen dem aufstrebenden Luciano „Lucianeddu“ Liggio und dem etablierten Paten Navarra. Im auf die Ermordung Navarras folgenden Krieg eliminierten Liggio und seine Anhänger systematisch Navarras Gefolgsleute, wobei sie erstmals auch Maschinenpistolen einsetzten. Corleone wurde infolge der andauernden Gewalt als der „Grabstein“ bekannt. Auf die Zeitung L’Ora wurde ein Bombenanschlag verübt, nachdem sie drei Tage zuvor einen Artikel über Liggio und seine Anhänger mit der Überschrift Pericoloso (gefährlich) veröffentlicht hatte.
Von 1964 bis 1969 war Liggio inhaftiert. Seine bisherige rechte Hand, Salvatore „Totò“ Riina, wurde während dieser Zeit zum stellvertretenden Boss ernannt. 1969 wurde Liggio unter zweifelhaften Umständen vor Gericht freigesprochen und tauchte unter.
Beim Massaker in der Viale Lazio am 10. Dezember 1969, mit dem ein Schlussstrich unter den Ersten Mafiakrieg gezogen wurde, zeigte sich Liggios Macht in der sizilianischen Cosa Nostra: Zwei seiner besten Attentäter, Bernardo „Zu Binnu“ Provenzano und Calogero Bagarella, gehörten dem Killerkommando an, das Michele Cavataio umbrachte. 
Liggio war danach neben Stefano Bontade und Gaetano Badalamenti einer der drei Bosse, die im Triumvirat die Cosa Nostra provisorisch bis 1974 leiteten, ebenso war er danach Mitglied der wiedererrichteten Kommission, dem regulären „Senat“, in dem die wichtigsten Bosse tagten. Liggio weitete seine Aktivitäten nun auch auf das italienische Festland aus und errichtete in Bologna, Rom, Neapel und Mailand Dependancen der Corleonesi.
Nachdem Liggio 1974 in Mailand erneut verhaftet worden war, bestimmte er Riina und Provenzano zu seinen gemeinsamen Nachfolgern. Riina sollte als erster der neue Boss der Corleoneser werden und nach zwei Jahren von Provenzano abgelöst werden. Riina gab dieses Amt jedoch nicht mehr ab; Provenzano erklärte sich damit einverstanden. Provenzano galt seither als Riinas rechte Hand.

### Herrschaft Riinas
Zwar wurde Riina seit Anfang der 1970er Jahre per Haftbefehl gesucht, hielt sich jedoch versteckt und unternahm bald erste Schritte zur Erringung seiner Vorherrschaft innerhalb der Cosa Nostra.
Im Verlauf eines Mafia-Krieges in den Jahren 1981 und 1982 starben Hunderte Mafiosi. Viele Morde ereigneten sich im sogenannten Todesdreieck zwischen Casteldaccia, Altavilla Milicia und Bagheria. Riina ließ kurz vor Weihnachten 1982 den palermitanischen Boss Rosario Riccobono und über 20 seiner Männer an einem einzigen Tag ermorden. Darüber geriet er regelrecht in Euphorie: „Wir haben es sogar besser gemacht als die Amerikaner mit ihrem Valentinstag-Massaker!“

Als Sieger im Mafia-Krieg stiegen die Corleonesi zur führenden Mafia-Familie in Sizilien auf. Riina und Provenzano dominierten fortan die Cosa Nostra; beide saßen gleichzeitig auch in der sizilianischen Mafia-Kommission. Aufgrund des Drucks durch die Strafverfolgung begannen die Corleoneser einen Feldzug gegen den Staat. Über Jahre hinweg wurden Staatsanwälte, Richter, Politiker, Journalisten und auch unbeteiligte Zivilisten umgebracht. 

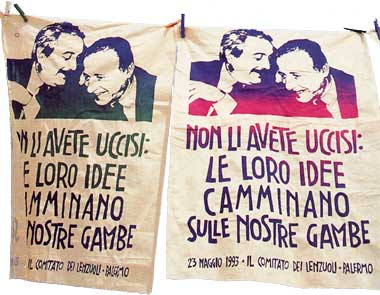
Falcone (l.) und Borsellino (r.) auf Demonstrationsbannern: Ihr habt sie nicht ermordet, ihre Ideen gehen auf unseren Beinen weiter

Im Januar 1993 wurde Riina verhaftet und schließlich verurteilt, unter anderem wegen der Attentate auf Giovanni Falcone und Paolo Borsellino im Mai 1992.
Obwohl Riina über zwanzig Jahre offiziell als „flüchtig“ galt, lebte er vermutlich die ganze Zeit in Sizilien und baute sich eine Machtstellung in der Mafia auf. Mehrere Jahre verbrachte er nachweislich in Palermo unter dem Schutz der Familie des palermitanischen Stadtviertels Noce. 
Es wird allgemein angenommen, dass dies nur möglich war, weil er aufgrund von Bestechung, Interessensverflechtungen und Einschüchterung aus der sizilianischen Regierung und der damals sehr einflussreichen Democrazia Cristiana Protektion genoss.

### Das Phantom Provenzano

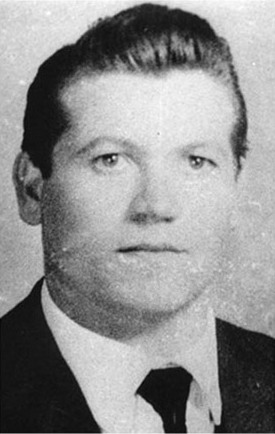
Bernardo Provenzano (1959)

Provenzano, der seit den 1960er Jahren im Untergrund lebte und von den Behörden per Phantombild gesucht wurde, wurde 1995, nach der Verhaftung von Leoluca Bagarella, dem Stellvertreter von Riina, der neue Chef der Corleonesi und damit faktisch Capo dei Capi. 
Durch Provenzanos Führung konnte es verhältnismäßig ruhig um die sizilianische Mafia werden, da er sich bemühte, die Cosa Nostra aus den Schlagzeilen herauszuhalten und sie nach Kräften zu konsolidieren. Er konnte die Welle der Mafia-Abtrünnigen zum Stillstand bringen und er räumte der Betreuung von Gefangenen wieder ihre traditionell hohe Stellung auf der Prioritätenliste der Cosa Nostra ein.
Immer wieder wechselte er die Verstecke und unter anderem hieß es, Provenzano habe sich als Bischof getarnt. In seinen Unterschlüpfen gab es weder Computer noch Handys. Er kommunizierte ausschließlich über Pizzini – kleine, eng beschriebene und bis auf Fingernagelgröße gefaltete Botschaften, in denen er seinen Adepten Anweisungen gab und die Fäden der Organisation fest in der Hand hielt. Ein wichtiger Bestandteil seiner Familie war Carmelo Gariffo, Provenzanos Neffe und Stellvertreter.
Nach 43 Jahren auf der „Flucht“ wurde Bernardo Provenzano, im Alter von 73 Jahren, am 11. April 2006 zusammen mit einer weiteren Person von der italienischen Polizia di Stato in einem heruntergekommenen Schuppen („un casolare diroccato e isolato accanto una stalla e un caseificio“), etwa 2 km vom Stadtzentrum von Corleone entfernt, festgenommen. Kurze Zeit nach der Festnahme von Provenzano wurde auch Carmelo Gariffo verhaftet. Der Gemeinderat der Stadt Corleone hat den Tag seiner Festnahme zum Gemeindefeiertag erklärt und vermochte einer Straße den Namen „Via 11 Aprile“ zu geben, um die Festnahme zu würdigen.

### Letzte Jahre
Nach Provenzanos Inhaftierung soll laut Medienberichten Rosario Lo Bue der neue Kopf der Corleonesi geworden sein. Laut Untersuchungen traf er seine Männer oft auf dem Land, während Tiere grasten und er im Namen Gottes Frieden predigte und Verse der Bibel rezitierte. 
Er zog kilometerweit durch die Landschaft, um zu geheimen Treffen mit seinen Komplizen zu gelangen und der polizeilichen Überwachung zu entgehen. Rosario ist der Bruder von Calogero sowie Onkel von dessen Sohn Giuseppe Lo Bue. Zusammen mit dem Bauern Bernardo Riina reichten sie vor Provenzanos Verhaftung dessen Botschaften in Form von Pizzini weiter und halfen ihm, weiter aus dem Schatten heraus zu agieren. 
Während der Amtszeit von Lo Bue, so heißt es, soll es Unternehmungen seitens Giovanni Grizzaffi (Neffe von Totò Riina) und Antonino Di Marco gegeben haben, die Führung der Familie von Corleone zu übernehmen. Nach einer großangelegten Operation im Jahr 2015 wurde der 62-jährige Rosario Lo Bue verhaftet und zu 15 Jahren Haft verurteilt.
Im Jahr 2011 verhafteten die Behörden Totòs Bruder Gaetano „Zio Tano“ Riina, der bereits seit den 1980er Jahren als Consigliere der Familie galt und nun beschuldigt wurde, an der Reorganisation der Familien der Cosa Nostra beteiligt gewesen zu sein. Ebenso wurde ihm nachgesagt, dass er als neuer Boss von der Stadt Mazara del Vallo aus den Corleone-Clan gesteuert haben soll. Ob man dieser Vermutung Glauben schenken darf, steht aber in Frage, da Rosario Lo Bue bis zu seiner Verhaftung als offizieller Boss der Corleonesi galt.
Im September 2016 wurden zwölf Männer festgenommen, die offenbar unter der Führung von dem im Jahr 2014 aus der Haft entlassenem Carmelo Gariffo versucht hatten, die kriminelle Herrschaft über den Bezirk neu zu organisieren. Die Ermittler hatten die Mafiosi in einem Büro im Stadion von Corleone abgehört und dabei von der Erpressung mehrerer Unternehmer aus dem Immobiliensektor mittels Zahlung des sogenannten pizzo erfahren. Zuvor wurde im August die Gemeindeverwaltung von Corleone wegen Mafia-Unterwanderung aufgelöst. Bis zur Auflösung der Gemeindeverwaltung kontrollierte die lokale Mafia die Müllentsorgung, den Mensabetrieb der Schule sowie die für die Eintreibung der Steuer zuständige Firma.
Am 5. Juni 2017 verwarf ein Kassationsgericht ein früheres Urteil, mit dem ein Gesuch um Entlassung von Salvatore Riina abgelehnt worden war und begründete, dass Riina wie jeder Häftling das „Recht auf einen Tod in Würde“ habe. Ein Gericht in Bologna sollte nun entscheiden, ob Riina freikommen kann, unter Hausarrest gestellt oder in ein Krankenhaus eingeliefert werden soll, da er unter anderem an schweren Nieren- und Gehirnproblemen leidet und laut Kassationsgericht keine Gefahr mehr für die Allgemeinheit darstelle; dies wurde jedoch abgelehnt. Im November, wenige Monate später, verstarb er in der Krankenabteilung für Häftlinge in Parma, nachdem er zuvor mehrere Tage im künstlichen Koma gelegen hatte.

## Historische Führung

### Oberhaupt der Familie
Nicht immer ist das Oberhaupt (Capofamiglia) einer Familie eindeutig zu identifizieren; insbesondere, wenn durch eine Haftstrafe ein anderes Familienmitglied in den Vordergrund rückt. Die Betrachtung von außen macht es nicht immer einfach, ein neues Oberhaupt als solches zu erkennen bzw. dessen genaue Amtszeit festzustellen. Außerdem scheint sich gewissermaßen ein Präsidialsystem durchzusetzen; d. h. das Oberhaupt verlagert seine Macht mehr auf einen sogenannten acting boss und/oder street boss, die ihrerseits wiederum das Oberhaupt als solches weiter anerkennen, auch wenn es zum Beispiel in Haft sitzen sollte.
| Zeitraum    | Name                 | Spitzname       | Lebenszeit | Todesursache               | Anmerkung                                 |
| ----------- | -------------------- | --------------- | ---------- | -------------------------- | ----------------------------------------- |
| 1880er–1893 | Salvatore Cutrera    |                 | 1835–????  |                            |                                           |
| 1893–1920   | Giuseppe Battaglia   | Piddu           | 1846–????  |                            | Onkel von Giuseppe „Peter“ Morello        |
| 1920–1924   | Michelangelo Gennaro |                 | 1864–1924  |                            | Neffe von Salvatore Cutrera               |
| 1924–1930   | Angelo Gagliano      |                 | 1862–1930  | am 7. Juli 1930 ermordet   | Onkel von Michele Navarra                 |
| 1930–1943   | Calogero Lo Bue      |                 | 1887–1943  | natürlicher Tod            |                                           |
| 1943–1958   | Michele Navarra      | Il Padre nostro | 1905–1958  | am 2. August 1958 ermordet | Auftraggeber: Luciano Liggio              |
| 1958–1974   | Luciano Liggio       | Lucianeddu      | 1925–1993  | Herzinfarkt                | 1964–1969 und 1974 bis zum Tod inhaftiert |
| 1974–1995   | Salvatore Riina      | Totò            | 1930–2017  | natürlicher Tod            | 1993 bis zum Tod inhaftiert               |
| 1995–2006   | Bernardo Provenzano  | Zu Binnu        | 1933–2016  | Krebs                      | 2006 bis zum Tod inhaftiert               |
| 2006–????   | Rosario Lo Bue       |                 | 1953–heute |                            | seit 2015 inhaftiert                      |

Amtierender Boss (reggente)
- 1964–1969: Salvatore „Totò“ Riina
- 1993–1995: Leoluca Biagio Bagarella; beteiligt an der Ermordung von Paolo Borsellino / seit 1995 inhaftiert
- 1996–2002: Carmelo Gariffo; 2006–2014 und seit 2016 inhaftiert[33]

### Unterboss der Familie
Der Underboss (Sottocapo) ist die Nummer zwei in der Verbrecher-Familie, er ist der stellvertretende Direktor des Syndikats. Er sammelt Informationen für den Boss, gibt Befehle und Instruktionen an die Untergebenen weiter. In Abwesenheit des Bosses führt er die Organisation an.
| Zeitraum  | Name                | Spitzname       | Lebenszeit | Todesursache                 | Anmerkung                 |
| --------- | ------------------- | --------------- | ---------- | ---------------------------- | ------------------------- |
| 1930–1943 | Michele Navarra     | Il Padre nostro | 1905–1958  | am 2. August 1958 ermordet   | wurde 1943 Boss           |
| 1945–1957 | Vincenzo Collura    | Mr. Vincent     | 1899–1957  | am 24. Februar 1957 ermordet | Neffe von Calogero Lo Bue |
| 1957–1958 | Luciano Liggio      | Lucianeddu      | 1925–1993  | Herzinfarkt                  | wurde 1958 Boss           |
| 1958–1974 | Salvatore Riina     | Totò            | 1930–2017  | natürlicher Tod              | wurde 1974 Boss           |
| 1974–1995 | Bernardo Provenzano | Zu Binnu        | 1933–2016  | Krebs                        | wurde 1995 Boss           |

### Consigliere der Familie
Auf derselben Ebene wie der Underboss steht der Consigliere, der Berater der Familie. Er berät den Boss und den Underboss und hat dadurch einen beträchtlichen Einfluss und erhebliche Macht.
| Zeitraum  | Name           | Spitzname  | Lebenszeit | Todesursache | Anmerkung                   |
| --------- | -------------- | ---------- | ---------- | ------------ | --------------------------- |
| 1974–1982 | Luciano Liggio | Lucianeddu | 1925–1993  | Herzinfarkt  | 1974 bis zum Tod inhaftiert |
| 1982–???? | Gaetano Riina  | Zio Tano   | 1933–heute |              | seit 2011 inhaftiert        |

### Weitere bekannte Mitglieder
| Name               | Spitzname | Lebenszeit | Todesursache                                         | Anmerkung |
| ------------------ | --------- | ---------- | ---------------------------------------------------- | --- |
| Calogero Bagarella |           | 1935–1969  | am 10. Dezember 1969 durch Michele Cavataio ermordet | Bruder von Leoluca Bagarella, Schwager von Salvatore Riina                                                                 |
| Giovanni Brusca    | U' Verru  | 1957–heute |                                                      | beteiligt an der Ermordung von Giovanni Falcone und Paolo Borsellino / seit 1996 inhaftiert ab 2021 frühere Haftentlassung |

## Filme und Dokumentationen
- 1996: Mafia: Zeugen der Anklage; Dokumentarische Episode von der Fernsehsendung NZZ Format, über die Cosa Nostra.
- 1999: Giovanni Falcone – Im Netz der Mafia; Film über den Mafiaverfolger Giovanni Falcone und Mafiosi wie Tommaso Buscetta, Salvatore Inzerillo und Luciano Liggio (gespielt von Gaetano Amato).
- 2006: Das Phantom von Corleone; Dokumentarfilm über den seit 1963 untergetauchten Bernardo Provenzano, bevor dieser am verhaftet wurde.
- 1999: Falcone – Im Fadenkreuz der Mafia (OT: Excellent Cadavers); Film über den Mafiaverfolger Giovanni Falcone und Mafiosi wie Tommaso Buscetta, „Totò“ Riina (gespielt von Victor Cavallo) und anderen.
- 2006: Das Phantom von Corleone; Dokumentarfilm über den Aufstieg von- und der Suche nach Bernardo Provenzano, bevor dieser verhaftet wurde.
- 2007: Die Mafia (OT: Inside the Mafia); die vierte Episode der Dokureihe, mit dem Titel Die Paten in der Klemme, handelt von John Gotti und „Totò“ Riina.
- 2007: Der Boss der Bosse (OT: Il capo dei capi); Serie über das Leben von Salvatore Riina und seinen Aufstieg mit Bernardo Provenzano.
- 2008: Der letzte Pate; Zweiteiliger Spielfilm über die letzte Zeit von Bernardo Provenzanos Flucht vor der Strafverfolgung.
- 2013: Mörderische Gesellschaften – Eine Geschichte der Mafia; Zweiteilige Dokumentation von Arte, über Mafiaorganisationen Süditaliens.
- 2015: Corleone – Ursprung der sizilianischen Mafia; Dokumentarfilm von Holger Hendricks, über Corleone und die Corleonesi.
- 2018: Il Cacciatore:The Hunter; 28-teilige TV-Serie mit autobiografischem Hintergrund